# شتالاج الثامن-أف
```
شتالاج الثامن-أف
 
معسكرًا ألماني لأسرى حرب
 
الجيش الأحمر
 السوفياتي 
و
جيش الوطن
 البولندي 
(
بالبولندية
: 
Armia Krajowa
)
 ( 
(
بالبولندية
: 
Armia Krajowa
)
، اختصار AK) السجناء خلال 
الحرب العالمية الثانية
. كان يقع في الطرف الشمالي لمنطقة تدريب للجيش الألماني في لامسدورف، 
سيليزيا
، (الآن 
شامبينوفيس
، 
بولندا
 ) إلى الشمال من 
شتالاج الثامن-بي
```

## تاريخ المخيم
افتتح في يوليو 1941، تم تعيينه في البداية شتالاج 318، ولكن أعيدت تسميته شتالاج الثامن-أف في نهاية العام. في يونيو 1943، أصبحت تحت سيطرة شتالاج الثامن-بي القريب، وتم إعادة تصميم مجمع المخيمات بدوره شتالاج 344 في نوفمبر.  كان المخيم معروفًا محليًا باسم Russenlager («المعسكر الروسي»)، ولكنه كان يضم أيضًا البولنديين والإيطاليين واليوغوسلافيين واليونانيين، بالإضافة إلى أعداد صغيرة من الفرنسيين والرومانيين. 
كانت الظروف الجسدية والصحية سيئة للغاية، ومن بين 200 ألف سجين سوفييتي مروا بالمخيم، توفي حوالي 40 ألفًا من الجوع وسوء المعاملة والمرض.  لم يطبق الألمان أحكام اتفاقية جنيف الثالثة على السجناء السوفييت على أساس أن الاتحاد السوفيتي لم يكن موقعًا عليها.
في أكتوبر 1944، وصل حوالي 6000 جندي من Armia Krajowa بعد أسرهم في انتفاضة وارسو.  كما احتجزت حوالي 400 امرأة من جنود حزب العدالة والتنمية هناك مؤقتاً، قبل نقلهن إلى معسكر آخر. في نفس الوقت تقريباً وصل 1500 سجين من الانتفاضة السلوفاكية.
في أواخر يناير 1945، تم إخلاء المعسكر، وأجبر أسرى الحرب على السير غربًا بعيدًا عن السوفييت المتقدمين. تم ترك المرضى وراءهم، وقتل معظمهم في الوقت الذي وصلت فيه مفارز الجيش الأحمر إلى المخيم في 17 مارس 1945. 

## روابط خارجية
- المتحف المركزي لأسرى الحرب في Łambinowice-Opole (بالإنجليزية، الألمانية، والبولندية)